# Список военно-учебных заведений Российской империи

В представленном списке перечислены военные учебные заведения Российской империи к 1917 году.

## Военные академии
| Наименование                                | Примечания                                                                                        |
| ------------------------------------------- | ------------------------------------------------------------------------------------------------- |
| Императорская Николаевская Военная Академия | 1832—1855 — Императорская Военная Академия 1855—1909 — Николаевская Академия Генерального Штаба   |
| Михайловская Артиллерийская Академия        | 1855                                                                                              |
| Николаевская Инженерная Академия            | 1810—1855 — Офицерские классы Главного Инженерного Училища                                        |
| Александровская Военно-Юридическая Академия | 1866—1908 — Военно-Юридическая Академия                                                           |
| Интендантская Академия                      | 1899—1911 — Военно-интендантский курс при Николаевской Академии Генерального Штаба                |
| Императорская Военно-Медицинская Академия   | 1798—1808 — Медико-Хирургическая Академия 1808—1881 — Императорская Медико-Хирургическая Академия |
| Курс Восточных языков                       | 1883                                                                                              |

## Офицерские школы
| Наименование                                 | Примечания |
| -------------------------------------------- | ---------- |
| Офицерская стрелковая школа                  |            |
| Офицерская кавалерийская школа               |            |
| Офицерская артиллерийская школа стрельбы     |            |
| Офицерская электротехническая школа          |            |
| Офицерская воздухоплавательная школа         |            |
| Севастопольская офицерская авиационная школа | 1910       |
| Офицерская автомобильная школа               | 1915       |
| Офицерская железнодорожная школа             |            |
| Главная гимнастическо-фехтовальная школа     |            |

## Военные училища
| Наименование                                  | Примечания |
| --------------------------------------------- | --- |
| Пехотные училища                              | |
| Пажеский Его Императорского Величества Корпус | |
| Павловское военное училище                    | 1863—1894 — 1-е Павловское военное училище |
| Александровское военное училище               | 1863—1894 — 3-е Александровское военное училище |
| Николаевское военное училище                  | 1914—1915 — 2-е Киевское военное училище |
| Ташкентское военное училище                   | 1914 |
| 4-е Оренбургское военное училище              | 1866 — выделено из старших классов Оренбургской Неплюевской и Сибирской военных гимназий 1870 — закрыто |
| Пехотные училища, бывшие юнкерские            | |
| Алексеевское военное училище                  | 1864—1897 — Московское пехотное юнкерское училище 1897—1906 — Московское военное училище |
| 1-е Киевское военное училище                  | 1865—1897 — Киевское пехотное юнкерское училище 1897—1914 — Киевское военное училище |
| Владимирское военное училище                  | 1869—1909 — С.-Петербургское пехотное юнкерское училище 1909—1910 — С.-Петербургское военное училище |
| Виленское военное училище                     | 1864—1910 — Виленское пехотное юнкерское училище |
| Одесское военное училище                      | 1865—1910 — Одесское пехотное юнкерское училище |
| Чугуевское военное училище                    | 1865—1910 — Чугуевское пехотное юнкерское училище |
| Казанское военное училище                     | 1866—1909 — Казанское пехотное юнкерское училище |
| Тифлисское военное училище                    | 1866—1910 — Тифлисское пехотное юнкерское училище |
| Иркутское военное училище                     | 1872—1901 — Иркутское юнкерское училище 1901—1910 — Иркутское пехотное юнкерское училище |
| Гельсингфорское пехотное юнкерское училище    | 1865—1879 (закрыто) |
| Варшавское пехотное юнкерское училище         | 1865—1886 (закрыто) |
| Рижское пехотное юнкерское училище            | 1865—1886 (закрыто) |
| Кавалерийские училища                         | |
| Николаевское кавалерийское училище            | 1823—1826 — Школа гвардейских подпрапорщиков 1826—1859 — Школа гвардейских подпрапорщиков и кавалерийских юнкеров 1859—1864 — Николаевское училище гвардейских юнкеров                                                       |
| Кавалерийские училища, бывшие юнкерские       | |
| Елисаветградское кавалерийское училище        | 1865—1902 — Елисаветградское кавалерийское юнкерское училище |
| Тверское кавалерийское училище                | 1865—1910 — Тверское кавалерийское юнкерское училище |
| Казачьи училища, бывшие юнкерские             | |
| Оренбургское казачье училище                  | 1867—1878 — Оренбургское юнкерское училище 1878—1910 — Оренбургское казачье юнкерское училище |
| Новочеркасское казачье училище                | 1869—1871 — Новочеркасское урядничье училище 1871—1910 — Новочеркасское казачье юнкерское училище |
| Ставропольское казачье юнкерское училище      | 1870—1878 — Ставропольское юнкерское училище 1898 — закрыто |
| Специальные училища                           | |
| Михайловское артиллерийское училище           | 1820—1849 — Артиллерийское училище при Учебной артиллерийской бригаде |
| Константиновское артиллерийское училище       | 1807—1808 — Волонтерный корпус 1808—1855 — Дворянский полк 1855—1859 — Константиновский кадетский корпус 1859—1863 — Константиновское военное училище 1863—1894 — 2-е Константиновское военное училище                       |
| Сергиевское артиллерийское училище            | 1912 |
| Николаевское артиллерийское училище           | 1915 |
| Техническое училище артиллерийского ведомства | 1913 — образовано слиянием Технического училища артиллерийского ведомства (до 1910 — Техническая артиллерийская школа) и Пиротехнического училища артиллерийского ведомства (до 1910 — Пиротехническая артиллерийская школа) |
| Николаевское инженерное училище               | 1804—1810 — Школа для образования инженерных кондукторов 1810—1816 — Инженерное училище 1816—1819 — Главное училище инженеров 1819—1855 — Главное инженерное училище                                                         |
| Алексеевское инженерное училище               | 1915 |
| Военно-топографическое училище                | 1822—1863 — Школа топографов 1863—1886 — Училище топографов 1886 — Военно-топографическое училище |
| Военно-юридическое училище                    | 1832—1868 — Аудиторское училище Военного министерства 1878 — закрыто |

## Кадетские корпуса (военные гимназии)
| Наименование                                                         | Примечания |
| -------------------------------------------------------------------- | --- |
| Действующие к 1917 году                                              | |
| Николаевский кадетский корпус                                        | 1864—1878 — Приготовительный пансион при Николаевском кавалерийском училище 1878—1882 — Николаевская военная гимназия (?) с 1882 — Николаевский кадетский корпус |
| 1-й кадетский корпус                                                 | 1731—1743 — Шляхетский кадетский корпус 1743—1767 — Сухопутный шляхетский кадетский корпус 1767—1800 — Императорский Сухопутный кадетский корпус 1800—1864 — 1-й Кадетский корпус 1864—1882 — 1-я С.-Петербургская военная гимназия с 1882 — 1-й Кадетский корпус |
| 2-й кадетский Императора Петра Великого корпус                       | 1712 — Инженерная школа; 1730 — С.-Петербургская артиллерийская школа 1758—1762 — Артиллерийская и Инженерная дворянская школа 1762—1800 — Артиллерийский и Инженерный шляхетский кадетский корпус 1800—1863 — 2-й Кадетский корпус 1863—1882 — 2-я С.-Петербургская военная гимназия 1882—1908 — 2-й Кадетский корпус 1908—1910 — 2-й Кадетский Е. И. В. Великого Князя Михаила Николаевича корпус 1910—1911 — 2-й Кадетский корпус с 1911 — 2-й Кадетский Императора Петра Великого корпус |
| Императора Александра II кадетский корпус                            | 1873—1882 — 3-я С.-Петербургская военная гимназия 1882—1903 — Александровский кадетский корпус с 1903 — Императора Александра II кадетский корпус |
| Ташкентский Е. И. В. Наследника Цесаревича кадетский корпус          | 1900—1903 — Ташкентская приготовительная школа 1903—1904 — Ташкентский кадетский корпус с 1904 — Ташкентский Е. И. В. Наследника Цесаревича кадетский корпус |
| 1-й Московский Императрицы Екатерины II кадетский корпус             | 1778—1799 — Шкловское благородное училище 1799—1807 — Гродненский кадетский корпус 1807—1812 — Смоленский кадетский корпус 1812—1824 — Костромской кадетский корпус (или оставался Смоленским в Костроме?) 1824—1849 — Московский кадетский корпус 1849—1864 — 1-й Московский кадетский корпус 1864—1882 — 1-я Московская военная гимназия 1882—1903 — 1-й Московский кадетский корпус с 1903 — 1-й Московский Императрицы Екатерины II кадетский корпус                                     |
| 2-й Московский Императора Николая I кадетский корпус                 | 1849—1864 — 2-й Московский кадетский корпус 1864—1882 — 2-я Московская военная гимназия 1882—1896 — 2-й Московский кадетский корпус с 1896 — 2-й Московский Императора Николая I кадетский корпус |
| 3-й Московский Императора Александра II кадетский корпус             | 1867—1876 — Московская военная прогимназия 1876—1882 — 4-я Московская военная гимназия 1882—1892 — 4-й Московский кадетский корпус 1892—1908 — 3-й Московский кадетский корпус с 1908 — 3-й Московский Императора Александра II кадетский корпус |
| Ярославский кадетский корпус                                         | 1867—1885 — Ярославская военная прогимназия 1885—1895 — Ярославская военная школа с 1895 — Ярославский кадетский корпус |
| Полоцкий кадетский корпус                                            | 1835—1865 — Полоцкий кадетский корпус 1865—1882 — Полоцкая военная гимназия с 1882 — Полоцкий кадетский корпус |
| Петровский Полтавский кадетский корпус                               | 1840—1865 — Петровский Полтавский кадетский корпус 1865—1882 — Петровская Полтавская военная гимназия с 1882 — Петровский Полтавский кадетский корпус |
| Владимирский Киевский кадетский корпус                               | 1852—1857 — Неранжированный Владимирский Киевский кадетский корпус 1857—1865 — Владимирский Киевский кадетский корпус 1865—1882 — Владимирская Киевская военная гимназия с 1882 — Владимирский Киевский кадетский корпус |
| Псковский кадетский корпус                                           | 1867—1876 — Псковская военная прогимназия 1876—1882 — Псковская военная гимназия с 1882 — Псковский кадетский корпус |
| Нижегородский графа Аракчеева кадетский корпус                       | 1834—1866 — Новгородский графа Аракчеева кадетский корпус 1866—1882 — Нижегородская Аракчеевская военная гимназия с 1882 — Нижегородский графа Аракчеева кадетский корпус |
| Симбирский кадетский корпус                                          | 1873—1882 — Симбирская военная гимназия с 1882 — Симбирский кадетский корпус |
| Воронежский Великого Князя Михаила Павловича кадетский корпус        | 1845—1865 — Михайловский Воронежский кадетский корпус 1865—1882 — Михайловская Воронежская военная гимназия 1882—1905 — Михайловский Воронежский кадетский корпус с 1905 — Воронежский Великого Князя Михаила Павловича кадетский корпус |
| Орловский Бахтина кадетский корпус                                   | 1843—1864 — Орловский Бахтина кадетский корпус 1864—1882 — Орловская Бахтина военная гимназия с 1882 — Орловский Бахтина кадетский корпус |
| Тифлисский Великого Князя Михаила Николаевича кадетский корпус       | 1875—1882 — Тифлисская военная гимназия 1882—1909 — Тифлисский кадетский корпус с 1909 — Тифлисский Великого Князя Михаила Николаевича кадетский корпус |
| Оренбургский Неплюевский кадетский корпус                            | 1825—1844 — Оренбургское Неплюевское военное училище 1844—1866 — Оренбургский Неплюевский кадетский корпус 1866—1882 — Оренбургская Неплюевская военная гимназия с 1882 — Оренбургский Неплюевский кадетский корпус |
| 1-й Сибирский Императора Александра I кадетский корпус               | 1813—1826 — Войсковое казачье училище 1826—1845 — Училище Сибирского линейного казачьего войска 1845—1866 — Сибирский кадетский корпус (старого типа) 1866—1882 — Сибирская военная гимназия 1882—1907 — Сибирский кадетский корпус (нового типа) 1907—1913 — Омский кадетский корпус с 1913 — 1-й Сибирский Императора Александра I кадетский корпус |
| 2-й Оренбургский кадетский корпус                                    | 1887 |
| Суворовский кадетский корпус                                         | 1898—1899 — Варшавский кадетский корпус с 1899 — Суворовский кадетский корпус |
| Одесский Великого Князя Константина Константиновича кадетский корпус | 1899—1915 — Одесский кадетский корпус с 1915 — Одесский Великого Князя Константина Константиновича кадетский корпус |
| Сумский кадетский корпус                                             | 1899—1918 |
| Хабаровский графа Муравьёва-Амурского кадетский корпус               | 1888—1900 — Хабаровская приготовительная школа 1900—1908 — Хабаровский кадетский корпус с 1908 — Хабаровский графа Муравьёва-Амурского кадетский корпус |
| Владикавказский кадетский корпус                                     | 1901 |
| Вольский кадетский корпус                                            | 1867—1886 — Вольская военная прогимназия 1886—1908 — Вольская военная школа с 1908 — Вольский кадетский корпус |
| Иркутский кадетский корпус                                           | 1888—1913 — Иркутская приготовительная школа с 1913 — Иркутский кадетский корпус |
| Донской Императора Александра III кадетский корпус                   | 1883—1898 — Донской кадетский корпус с 1898 — Донской Императора Александра III кадетский корпус |
| Закрытые к 1914 году                                                 | |
| Павловский кадетский корпус                                          | 1795—1798 — Военно-сиротский дом 1798—1829 — Императорский Военно-сиротский дом 1829—1863 — Павловский кадетский корпус 1863 — закрыт (см. Павловское военное училище) |
| Константиновский кадетский корпус                                    | 1807—1808 — Волонтерный корпус 1808—1855 — Дворянский полк 1855—1859 — Константиновский кадетский корпус 1859 — преобразован в Константиновское военное училище (см.) |
| Финляндский кадетский корпус                                         | 1812—1819 — Финляндский топографический корпус 1819—1903 — Финляндский кадетский корпус 1903 — закрыт |
| 3-й Московский кадетский корпус                                      | 1874—1882 — 3-я Московская военная гимназия 1882—1892 — 3-й Московский кадетский корпус 1892 — закрыт |
| Александровский кадетский корпус                                     | 1842—1860 — Александровский Брестский (Брест-Литовский) кадетский корпус 1860—1863 — Александровский кадетский корпус (г. Вильно) 1863 — закрыт |
| Александрийский Сиротский кадетский корпус                           | ?—1850 — Александрийский Сиротский институт 1850—1863 — Александрийский Сиротский кадетский корпус 1863 — закрыт |
| Александровский кадетский корпус для малолетних сирот                | 1829—1862 (закрыт) |
| Тульский Александровский кадетский корпус                            | 1801—1817 — Александровское дворянское военное училище 1817—1830 — Тульское Александровское дворянское военное училище 1830—1844 — Тульский Александровский кадетский корпус 1844—1863(1865?) — неранжированная рота Орловского Бахтина кадетского корпуса 1863(1865?) — расформирован |
| Тамбовский кадетский корпус                                          | 1802—1832 — Тамбовское дворянское военное училище 1832—1846 — Тамбовский кадетский корпус 1846—1865 — неранжированная рота Михайловского Воронежского кадетского корпуса 1865 — расформирован |
| Греческий кадетский корпус                                           | 1775—1792 — Гимназия чужестранных единоверцев (Греческая гимназия) 1792—1796 — Корпус чужестранных единоверцев (Греческий кадетский корпус) 1796 — закрыт |
| Калишский кадетский корпус                                           | 1793—1815 — Калишский кадетский корпус (Пруссия) 1815—1831 — Калишский кадетский корпус 1831 — закрыт |
| Горный кадетский корпус                                              | 1773—1804 — Горный институт 1804—1834 — Горный кадетский корпус с 1834 — Институт Корпуса горных инженеров |

## Приготовительные школы (военные прогимназии)
| Наименование                                            | Примечания |
| ------------------------------------------------------- | --- |
| Школа Императора Александра II                          | 1901 |
| Иркутская приготовительная школа                        | 1888—1913 — Иркутская приготовительная школа с 1913 — Иркутский кадетский корпус (см.)                                        |
| Хабаровская приготовительная школа                      | 1888—1900 — Хабаровская приготовительная школа c 1900 — Хабаровский кадетский корпус (см.)                                    |
| Ташкентская приготовительная школа                      | 1900—1903 — Ташкентская приготовительная школа c 1903 — Ташкентский кадетский корпус (см.)                                    |
| Ташкентская приготовительная школа (II)                 | на 1911 — существовала |
| Московская военная прогимназия                          | 1867—1876 — Московская военная прогимназия с 1876 — 4-й Московская военная гимназия (см. 4-й Московский кадетский корпус)     |
| Псковская военная прогимназия                           | 1867—1876 — Псковская военная прогимназия с 1876 — Псковская военная гимназия (см. Псковский кадетский корпус)                |
| Ярославская военная прогимназия                         | 1867—1885 — Ярославская военная прогимназия 1885—1895 — Ярославская военная школа с 1895 — Ярославский кадетский корпус (см.) |
| Вольская военная прогимназия                            | 1867—1886 — Вольская военная прогимназия 1886—1908 — Вольская военная школа с 1908 — Вольский кадетский корпус (см.)          |
| Елисаветградская военная прогимназия                    | 1867—? — Киевская военная прогимназия ?—? — Елисаветградская военная прогимназия после 1882 — закрыта                         |
| Оренбургская военная прогимназия                        | 1867 — после 1882 (закрыта)                                                                                                   |
| Омская военная прогимназия                              | 1867 — после 1882 (закрыта)                                                                                                   |
| Иркутская военная прогимназия                           | 1867 — после 1882 (закрыта)                                                                                                   |
| С.-Петербургская военная прогимназия                    | ? — после 1882 (закрыта) |
| Пермская военная прогимназия                            | ?—1872 (закрыта) |
| Владикавказская военная прогимназия                     | 1871—1875 — Тифлисская военная прогимназия с 1875 — Владикавказская военная прогимназия после 1882 — закрыта                  |
| Приготовительный пансион при Сибирской военной гимназии | 1877 — после 1882 (закрыт ?)                                                                                                  |

## Школы подготовки прапорщиков
| Наименование                                                                                  | Примечания |
| --------------------------------------------------------------------------------------------- | --- |
| Пехотные                                                                                      | |
| Горийская школа прапорщиков                                                                   | Выпуски: 15.10.1915, 15.01.1916, 15.04.1916, 15.07.1916, 28.11.1916, 14.04.1917, 24.08.1917, 29.08.1917 |
|                                                                                               | |
| Душетская школа прапорщиков                                                                   | Выпуски: 2.02.1916, 5.05.1916, 20.09.1916, 3.02.1917, 13.06.1917, 20.07.1917, 19.09.1917, 24.10.1917 |
| 1-я Иркутская школа прапорщиков                                                               | Выпуски: 1.04.1915, 1.07.1915, 1.10.1915, 1.01.1916, 1.04.1916, 1.07.1916, 6.11.1916, 6.03.1917, 27.07.1917 |
| 2-я Иркутская школа прапорщиков                                                               | Выпуски: 22.09.1915, 22.12.1915, 22.03.1916, 22.06.1916, 22.08.1916, 15.10.1916, 18.11.1916, 12.01.1917, 30.03.1917, 6.07.1917, 17.08.1917, 17.11.1917 |
| 3-я Иркутская школа прапорщиков                                                               | Выпуски: 1.05.1916, 1.09.1916, 9.01.1917, 16.05.1917, 6.06.1917, 23.09.1917, 1.11.1917 |
| 1-я Казанская школа прапорщиков                                                               | Выпуски: 14.09.1915, 13.12.1915, 13.03.1916, 15.06.1916, 27.10.1916, 28.02.1917, 6.07.1917 |
| 2-я Казанская школа прапорщиков                                                               | Выпуски: 6.09.1916, 6.01.1917, 07.1917, 22.09.1917 |
| 1-я Киевская школа прапорщиков                                                                | Выпуски: 18.11.1914, 30.12.1914, 14.02.1915, 30.03.1915, 29.06.1915, 19.08.1915, 30.09.1915, 18.11.1915, 28.12.1915, 19.02.1916, 1.04.1916, 16.05.1916, 30.06.1916, 15.09.1916, 30.09.1916, 1.11.1916, 15.01.1917, 8.03.1917, 19.05.1917, 15.08.1917              |
| 2-я Киевская школа прапорщиков                                                                | Выпуски: 18.11.1914, 25.11.1914, 30.12.1914, 15.01.1915, 14.02.1915, 13.04.1915, 13.05.1915, 13.07.1915, 18.08.1915, 15.10.1915, 6.12.1915, 15.01.1916, 19.02.1916, 15.04.1916, 15.05.1916, 20.07.1916, 15.09.1916, 26.11.1916, 20.01.1917, 28.03.1917, 1.08.1917 |
| 3-я Киевская школа прапорщиков                                                                | Выпуски: 21.05.1915, 20.08.1915, 27.08.1915, 28.11.1915, 15.12.1915, 26.02.1916, 7.03.1916, 1.06.1916, 8.06.1916, 1.10.1916, 8.10.1916, 8.02.1917, 15.02.1917, 24.04.1917, 06.1917                                                                                |
| 4-я Киевская школа прапорщиков                                                                | Выпуски: 15.08.1915, 20.01.1916, 28.01.1916, 20.04.1916, 28.04.1916, 20.07.1916, 6.10.1916, 29.11.1916, 17.02.1917, 7.04.1917, 24.06.1917, 17.08.1917 |
| 5-я Киевская школа прапорщиков                                                                | Выпуски: 24.01.1916, 2.02.1916, 24.04.1916, 11.05.1916, 24.07.1916, 28.10.1916, 1.12.1916, 14.03.1917, 10.04.1917, 20.07.1917 |
| Могилёвская школа прапорщиков                                                                 | |
| 1-я Московская школа прапорщиков                                                              | Выпуски: 10.01.1915, 10.04.1915, 10.07.1915, 10.10.1915, 10.01.1916, 8.04.1916, 10.07.1916, 18.11.1916, 29.03.1917, 12.08.1917 |
| 2-я Московская школа прапорщиков                                                              | Выпуски: 2.02.1915, 3.05.1915, 3.08.1915, 3.11.1915, 2.02.1916, 3.05.1916, 3.09.1916, 25.11.1916, 12.01.1917, 30.03.1917, 12—13.08.1917, 5.10.1917 |
| 3-я Московская школа прапорщиков                                                              | Выпуски: 14.05.1915, 14.08.1915, 14.11.1915, 14.02.1916, 14.05.1916, 30.07.1916, 25.09.1916, 8.12.1916, 1.02.1917, 26.04.1917, 15.06.1917, 15.09.1917, 9.11.1917                                                                                                  |
| 4-я Московская школа прапорщиков                                                              | Выпуски: 14.07.1915, 14.10.1915, 14.01.1916, 14.04.1916, 14.07.1916, 30.09.1916, 1.12.1916, 10.02.1917, 15.04.1917, 15.06.1917, 24.08.1917, 9.11.1917 |
| 5-я Московская школа прапорщиков                                                              | Выпуски: 15.08.1915, 4.12.1915, 4.03.1916, 4.06.1916, 8.10.1916, 11.02.1917, 27.06.1917, 9.11.1917 |
| 6-я Московская школа прапорщиков                                                              | Выпуски: 15.08.1915, 10.05.1916, 8.09.1916, 13.01.1917, 27.05.1917 |
| 7-я Московская школа прапорщиков (временная)                                                  | Выпуски: 15.08.1915 |
| 1-я Одесская школа прапорщиков                                                                | Выпуски: 20.02.1915, 20.05.1915, 20.08.1915, 10.11.1915, 25.02.1916, 25.05.1916, 25.07.1916, 20.10.1916, 8.12.1916, 28.02.1917, 4.05.1917, 7.07.1917, 09.1917 |
| 2-я Одесская школа прапорщиков                                                                | Выпуски: 15.08.1915, 10.10.1915, 8.01.1916, 15.04.1916, 15.07.1916, 15.09.1916, 12.01.1917, 15.02.1917, 5.06.1917, 7.07.1917 |
| 1-я Омская школа прапорщиков                                                                  | Выпуски: 10.02.1916, 10.05.1916, 10.09.1916, 17.01.1917, 7.06.1917 |
| 2-я Омская школа прапорщиков                                                                  | Выпуски: 27.05.1916, 4.10.1916, 10.02.1917, 27.06.1917 |
| 1-я Ораниенбаумская школа прапорщиков                                                         | Выпуски: 10.01.1915, 10.04.1915, 10.07.1915, 10.10.1915, 10.01.1916, 7.04.1916, 10.07.1916, 18.11.1916, 10.04.1917 |
| 2-я Ораниенбаумская школа прапорщиков                                                         | Выпуски: 10.01.1915, 10.04.1915, 10.07.1915, 10.10.1915, 10.01.1916, 7.04.1916, 10.07.1916, 21.11.1916, 26.04.1917, 15.09.1917 |
| Оренбургская школа прапорщиков                                                                | Выпуски: 20.10.1915, 20.01.1916, 19.04.1916, 5.09.1916, 20.10.1916, 16.01.1917, 10.03.1917, 6.06.1917, 20.07.1917, 20.10.1917 |
| 1-я Петергофская школа прапорщиков                                                            | Выпуски: 15.02.1915, 14.05.1915, 15.08.1915, 15.11.1915, 15.02.1916, 14.05.1916, 20.07.1916, 30.09.1916, 6.12.1916, 10.02.1917, 11.05.1917, 5.07.1917, 12.10.1917                                                                                                 |
| 2-я Петергофская школа прапорщиков                                                            | Выпуски: 15.02.1915, 14.05.1915, 15.08.1915, 15.11.1915, 15.02.1916, 14.05.1916, 15.08.1916, 15.10.1916, 21.12.1916, 25.02.1917, 15.03.1917, 6.05.1917, 1.08.1917, 25.09.1917                                                                                     |
| 3-я Петергофская школа прапорщиков                                                            | Выпуски: 15.08.1915, 15.11.1915, 15.02.1916, 14.05.1916, 20.09.1916, 1.11.1916, 25.03.1917, 13.06.1917, 17.08.1917, 21.10.1917 |
| 4-я Петергофская школа прапорщиков                                                            | Выпуски: 15.08.1915, 15.11.1915, 15.02.1916 |
| 1-я Петроградская школа прапорщиков (временная)                                               | Выпуски: 15.08.1915 |
| 2-я Петроградская школа прапорщиков (временная)                                               | Выпуски: 15.08.1915 |
| 3-я Петроградская школа прапорщиков (временная)                                               | Выпуски: 15.08.1915 |
| 4-я Петроградская школа прапорщиков (временная)                                               | Выпуски: 15.08.1915 |
| 1-я Саратовская школа прапорщиков                                                             | Выпуски: 13.12.1915, 13.03.1916, 15.06.1916, 9.10.1916, 17.02.1917, 20.06.1917 |
| 2-я Саратовская школа прапорщиков                                                             | |
| 3-я Саратовская школа прапорщиков                                                             | |
| Ташкентская школа прапорщиков                                                                 | Выпуски: 2.02.1916, 1.05.1916, 1.09.1916, 1.12.1916, 6.01.1917, 12.04.1917, 20.06.1917, 24.08.1917 |
| Телавская школа прапорщиков                                                                   | Выпуски: 20.12.1915, 20.03.1916, 20.06.1916, 1.11.1916, 9.03.1917, 9.08.1917 |
| 1-я Тифлисская школа прапорщиков                                                              | Выпуски: 15.02.1915, 15.05.1915, 15.08.1915, 15.11.1915, 15.02.1916, 15.05.1916, 3.10.1916, 10.02.1917, 14.08.1917, 23.11.1917 |
| 2-я Тифлисская школа прапорщиков                                                              | Летом 1917 года переименована во Владикавказскую. Выпуски: 17.03.1915, 1.05.1915, 27.07.1915, 1.08.1915, 1.11.1915, 1.02.1916, 1.05.1916, 1.09.1916, 14.01.1917, 1.06.1917, 19.09.1917, 28.10.1917                                                                |
| 3-я Тифлисская школа прапорщиков                                                              | Летом 1917 года переименована во 2-ю Тифлисскую. Выпуски: 1.09.1915, 8.09.1915, 1.12.1915, 1.03.1916, 1.06.1916, 1.08.1916, 1.11.1916, 10.01.1917, 5.04.1917, 30.05.1917, 8.08.1917, 11.09.1917, 14.10.1917                                                       |
| 4-я Тифлисская школа прапорщиков                                                              | Летом 1917 года переименована во 3-ю Тифлисскую. Выпуски: 15.08.1915, 18.12.1917 |
| Чистопольская школа прапорщиков                                                               | Выпуски: 6.05.1916, 6.09.1916, 13.01.1917, 20.05.1917, 27.09.1917 |
| Специальные и кавалерийские                                                                   | |
| Школа прапорщиков инженерных войск                                                            | Выпуски: 1.10.1915, 1.02.1916, 1.07.1916, 1.01.1917, 15.07.1917 |
| Школа прапорщиков артиллерии                                                                  | |
| Топографическая школа прапорщиков                                                             | Выпуски: 1.12.1916, 1.09.1917 |
| Гатчинская школа прапорщиков авиации                                                          | |
| Кавалерийская школа прапорщиков                                                               | |
| Екатеринодарская школа прапорщиков казачьих войск                                             | Выпуски: 6.08.1916, 15.04.1917, 9.09.1917, 21.10.1917 |
| Школа подготовки подхорунжих и урядников на чин прапорщика Донского казачьего войска          | |
| Фронтовые                                                                                     | |
| Гатчинская школа прапорщиков Государственного ополчения (Северного фронта)                    | Выпуски: 25.08.1915, 6.12.1915, 12.03.1916, 25.07.1916, 21.10.1916, 19.12.1916, 14.08.1917 |
| Псковская школа прапорщиков Государственного ополчения (Западного фронта)                     | Выпуски: 1.08.1915, 1.09.1915, 1.11.1915, 6.12.1915, 6.01.1916, 12.02.1916, 13.03.1916, 1.07.1916, 22.07.1916, 1.08.1916, 6.12.1916, 1.05.1917, 1.10.1917 |
| 1-я Житомирская школа прапорщиков Государственного ополчения (Юго-Западного фронта)           | Выпуски: 15.08.1915, 4.01.1916, 19.06.1916, 18.12.1916, 29.09.1917 |
| 2-я Житомирская школа прапорщиков Государственного ополчения (Юго-Западного фронта)           | Выпуски: 15.07.1916, 22.12.1916, 05.1917, 11.1917 |
| Тифлисская школа прапорщиков Государственного ополчения (Кавказского фронта)                  | Выпуски: 20.08.1915, 26.10.1915, 14.11.1915, 18.02.1916, 2.03.1916, 21.06.1916, 30.10.1916, 2.03.1917, 24.07.1917 |
| Школа прапорщиков Государственного ополчения при VI Армии Северного фронта                    | |
| Школа подготовки подхорунжих Лейб - Гвардии Собственного Его Императорского Величества Конвоя | |
| Владикавказская школа прапорщиков                                                             | |

## Специальные школы артиллерийского ведомства
| Наименование                         | Примечания |
| ------------------------------------ | --- |
| Пиротехническая артиллерийская школа | 1832—1851 — Пороховая и лабораторная школа 1851—1863 — Пиротехническая школа 1863—1869 — Пиротехническое училище 1869—1910 — Пиротехническая артиллерийская школа 1910—1913 — Пиротехническое училище артиллерийского ведомства 1913 — объединено с Техническом училищем артиллерийского ведомства |
| Техническая артиллерийская школа     | 1830—1832 — Техническая школа 1832—1863 — Техническая артиллерийская школа 1863—1869 — Техническое училище 1869—1910 — Техническая артиллерийская школа 1910—1913 — Техническое училище артиллерийского ведомства 1913 — объединено с Пиротехническим училищем артиллерийского ведомства           |
| Ижевская оружейная школа             | 1870 |
| Тульская оружейная школа             | 1869 |

## Военно-морские учебные заведения
| Наименование                                      | Примечания |
| ------------------------------------------------- | --- |
| Николаевская морская академия                     | 1827—1862 — Офицерские классы при Морском корпусе 1862—1877 — Академический курс морских наук |
| Морской Е. И. В. Наследника Цесаревича корпус     | 1701 — Школа математических и навигацких наук 1715 — Академия морской гвардии 1752—1762 — Морской шляхетский корпус 1762—1867 — Морской кадетский корпус 1867—1891 — Морское училище 1891—1906 — Морской кадетский корпус 1906—1915 — Морской корпус с 1915 — Морское училище (?) |
| Морское инженерное училище Императора Николая I   | 1798—1827 — Училище корабельной архитектуры 1827—1844 — Кондукторские роты Учебного морского рабочего экипажа 1844—1856 — Морское инженерное училище 1856—1867 — Морское инженерно-артиллерийское училище 1867—1872 — Морское инженерное училище 1872—1896 — Техническое училище Морского ведомства 1896—1898 — Морское техническое Императора Николая I училище с 1898 — Морское инженерное училище Императора Николая I |
| Военно-морское гимнастическое заведение           | 1862 |
| Минный офицерский класс                           | 1874 |
| Водолазная школа                                  | 1882 |
| Водолазный офицерский класс                       | 1887 (входил в состав Водолазной школы) |
| Офицерский класс подводного плавания              | 1906 (входил в состав Учебного отряда подводного плавания) |
| Артиллерийский офицерский класс                   | 1878 (с 1883 года входил в состав Учебно-артиллерийского отряда) |
| Штурманские классы                                | 1910 |
| Офицерская школа морской авиации                  | 1914 |
| Школа радиотехников при Минном классе             | 1913 |
| Морские гардемаринские классы (Николаев)          | 1872 — Морские юнкерские классы |
| Отдельные гардемаринские классы (Петроград)       | 1914 — преобразованы из Временных курсов юнкеров флота, основанных в 1913 году |
| Морской кадетский корпус (Севастополь)            | 1915 (из общих классов Морского корпуса) |
| Школа прапорщиков флота (Ораниенбаум)             | Образована весной 1916 года, произвела один выпуск и закрылась. |
| Школа прапорщиков по Адмиралтейству (Ораниенбаум) | Образована в 1916 году при Морской учебно-стрелковой команде, 1917 — переведена в Новый Петергоф и переименована в Школу мичманов военного времени, 1918 — расформирована |
| 2-й Морской корпус                                | 1771—1798 (находился в Херсоне, закрыт) |